# ウィルケル・アンヘル
ウィルケル・ホセ・アンヘル・ロメロ  （Wilker José Ángel Romero, 1993年3月18日 - ）は、ベネズエラ・トルヒージョ州バレラ出身のサッカー選手。スュペル・リグのギョズテペSKに所属している。ベネズエラ代表。ポジションはDF。

## 経歴

### クラブ
2010年にベネズエラリーグのトルヒジャーノスFCでプロデビュー。翌2011年に国内リーグの強豪デポルティーボ・タチラFCに移籍。2014-15シーズンのリーグ優勝に貢献した。
2016年8月1日、ロシア・プレミアリーグのFCテレク・グロズヌイに移籍することが発表された。
2021年9月8日、ギョズテペSKに1年契約で移籍。

### 代表
2014年11月18日のボリビア戦で代表戦デビュー。コパ・アメリカ2015と2016年のコパ・アメリカ・センテナリオにも代表に招集され、2016年大会では決勝トーナメント進出に貢献した。